# Bezčtvercový polynom
Bezčtvercový polynom či bezčtvercový mnohočlen je v algebře označení takového polynomu (s koeficienty z tělesa či obecněji z Gaussova oboru integrity), který není v rámci násobení polynomů v daném polynomiálním okruhu dělitelný druhou mocninou (čtvercem) nejednotkového prvku. Jedná se tedy o případ bezčtvercovosti pro polynomiální okruhy.

## Příklady
- Mnohočlen {\displaystyle x^{3}-8x^{2}+21x-18} nad celými čísly není bezčtvercový, protože je dělitelný {\displaystyle (x-3)^{2}}
- Mnohočlen {\displaystyle 4x} nad reálnými čísly je bezčtvercový

## Bezčtvercový rozklad
Bezčtvercový rozklad je rozklad mnohočlenu na součin mocnin bezčtvercových činitelů:
{\displaystyle f=f_{1}f_{2}^{2}f_{3}^{3}\cdots f_{n}^{n}}
Používá se například při rozkládání polynomu na prvočinitele v algoritmech používaných v počítačových algebraických systémech a také patří obecně mezi základní nástroje algebraického počítání.